# 渡邉晃純
渡邉 晃純（わたなべ こうじゅん、1940年 -　）は、浄土真宗の僧侶。

## 略歴
愛知県西春町（現・北名古屋市）出身。名古屋大学教育学部卒。大谷大学大学院博士課程真宗学専攻満期退学。真宗大谷派出版部長、同教学研究所所員、同岡崎教務所長、2005年定年、三河別院輪番。真宗大谷派・守綱寺住職。

## 著書
- 『親鸞聖人との出遇い方を問われ』真宗大谷派宗務所出版部 東本願寺伝道ブックス 1992
- 『御正忌の御文 御文講座』法蔵館 1996
- 『いったい私はどう成りたいのだろう 真宗入門』樹心社 2006

### 監修
- 『真宗葬儀法要法話実践講座』全3巻　池田勇諦,松井憲一共監修 四季社 真宗叢書 1995-2003
- 『真宗オリジナル伝道句作例活用大事典』山崎龍明共監修 四季社 真宗叢書 1997
- 『真宗勤行聖典講座 簡訳 真宗大谷派準拠版』全4巻　池田勇諦,神戸和麿共監修 四季社 1998-99
- 『教行信証全書 傍訳』全3巻 池田勇諦,神戸和麿共監修 四季社 2000
- 『真宗『俗名』法名撰定法話活用事典』藤田徹文共監修 四季社 2000
- 『真宗伝道感動実話活用大事典』大河内昭爾共監修 四季社 人生の名言・真宗叢書 2001
- 『真宗詩歌伝道活用大事典』大河内昭爾,大峯顯共監修 四季社 2001
- 『親鸞聖人法話対応検索事典』池田勇諦,神戸和麿共監修 四季社 2001
- 『傍訳親鸞聖人著作全集 傍訳』全3巻 池田勇諦,神戸和麿共監修 四季社 2001
- 『真宗オリジナル伝道句作例活用大事典 続』山崎龍明共監修 四季社 真宗叢書 2002
- 『真宗勤行聖典講座 簡訳 真宗大谷派準拠版』全8巻 岩田宗一声明監修 池田勇諦,神戸和麿,松井憲一共監修 四季社 2002-03
- 『漢字でつづる真宗法話事例事典』相馬一意,藤田徹文共監修 四季社 2003
- 『浄土真宗 保存版』池田勇諦,中西智海監修 編集代表 四季社 2004
- 『現代真宗名著活用法話事典 拓きゆく伝道のために』大峯顯共監修 四季社 2005
- 『真宗手紙の書き方実践講座』西原祐治共監修 四季社 これからの真宗しきたり全書 2005
- 『「街頭法座」真宗伝道掲示板全書』大峯顯共監修 四季社 2007
- 『現代世相対応真宗聖典例話一分三分五分法話活用集成』中西智海共監修 四季社 2007
- 『仏教説話法話素材集成 現代世相対応』青山忠一,中川真昭共監修 四季社 2007
- 『真宗勧募文例運営実践講座』新訂 雪山俊隆,今西崇男共監修 四季社 2008
- 『真宗聖語大辞典』浅井成海共監修 四季社 2008
- 『現代真宗聖語慣用語法話活用大事典』中西智海共監修 四季社 2009
- 『真宗大谷派読経偈文1分3分5分法話集成』池田勇諦共監修 四季社 2010
- 『真宗オリジナル伝道句350』山崎龍明共監修 四季社 2011
- 『真宗勧募文事例別集』藤田徹文共監修 四季社 2011
- 『真宗葬儀〈状況・原因別〉1分3分5分法話集成 真宗大谷派版 普及版』池田勇諦共監修 四季社 2011
- 『真宗「俗名」法名撰定法話活用字典』藤田徹文共監修 四季社 2011
- 『真宗版いのちの伝道掲示集成2000 テーマ構成』編 四季社 2011